# Джомсом
Джомсом (непальск. जोमसोम, также Джомосом) — небольшой город в Непале, административный центр района Мустанг.

## География
Джомсом расположен в Гималаях на высоте 2770 м над уровнем моря. Город находится в долине, образованной рекой Кали-Гандаки, протекающей между горными массивами Аннапурна и Дхаулагири. Ширина долины 0,5—1 км.
Из Джомсома видны горные вершины Дхаулагири I (8167 м), Нилгири (7061 м), и Тукче-Ри (6920 м).
По данным за 2011 год население Джомсома составляло 1370 человек.

## Экономика
В Джомсоме действуют представительства ряда государственных и коммерческих организаций Непала. Население занято в сельском хозяйстве и туристическом бизнесе. Яблоки, выращиваемые в районе Джомсома высоко ценятся за свои вкусовые качества.

## Военная база
В Джомсоме расположен тренировочный пункт горных стрелков непальской армии.

## Транспорт
Автомобильная дорога, идущая в южном направлении соединяет Джомсом с Бени и, далее, с Покхарой. На этой дороге действует сеть автобусных маршрутов.
Дорога на север ведёт в деревню Кагбени и к храмовому комплексу Муктинатх — месту паломничества индуистов и буддистов.
В Джомсоме находится небольшой аэропорт (аэропорт «Джомсом»), из которого выполняются регулярные рейсы в Покхару (время полёта — около 20 минут). Аэропорт работает только по утрам, так как в дневное время в долине Кали-Гандаки поднимается сильный ветер, делающий авиаперевозки невозможными.

## Туризм
Через Джомсом проходят пешие туристские маршруты:
- «Трек вокруг Аннапурны» — трёхнедельный поход вокруг горного массива Аннапурна. Многие туристы заканчивают пешую часть маршрута в Джомсоме, откуда улетают самолётом в Покхару, в этом случае поход занимает менее 2 недель
- Джомсомский трек — поход от Наяпула до Муктинатха

От Джомсома в северном направлении идёт дорога в Королевство Ло — территорию верхнего Мустанга, языком и культурой, связанную с Тибетом.
К югу от города находится музей Мустанга, в котором представлены коллекции костюмов, фотографий и предметов быта.

## Галерея

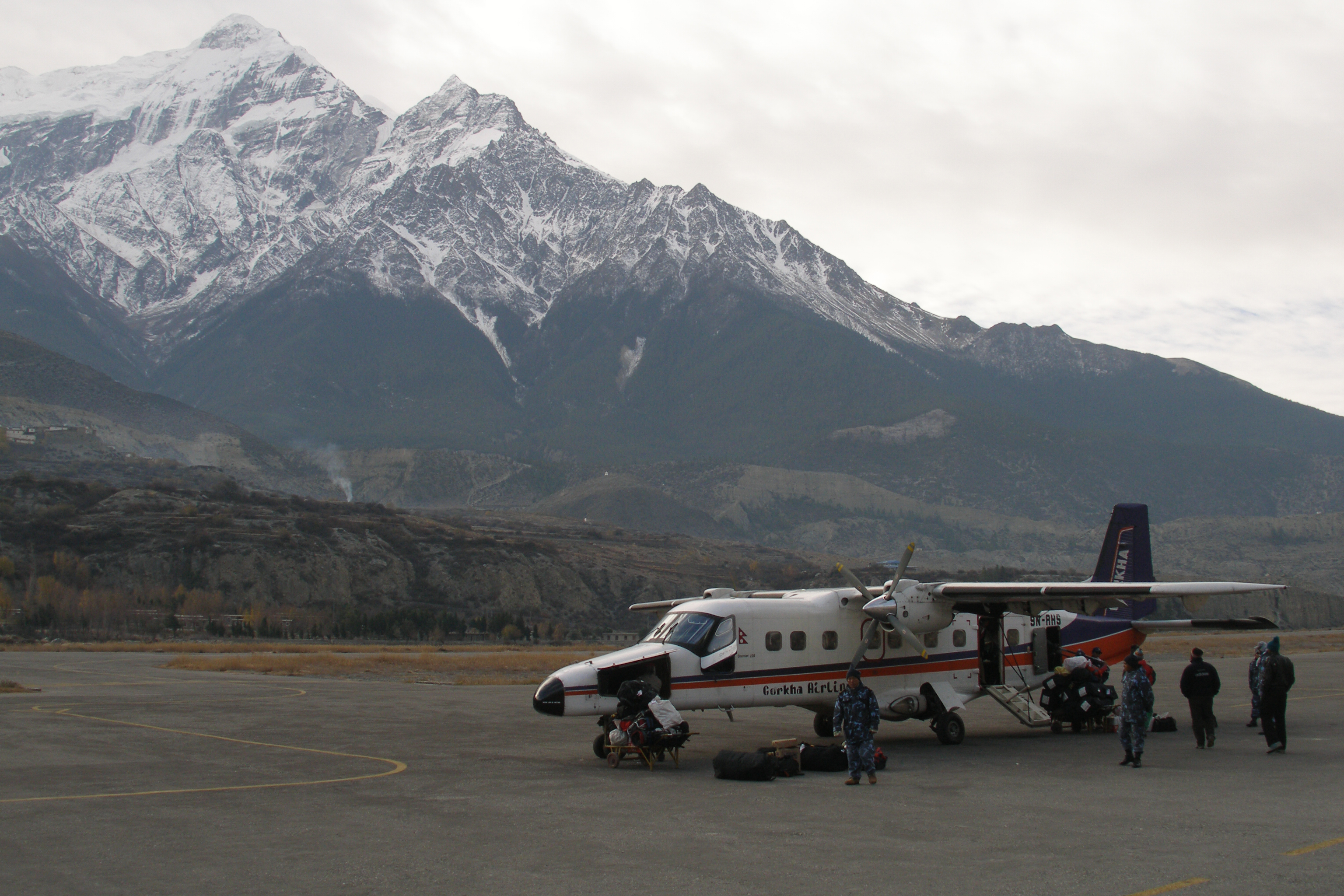
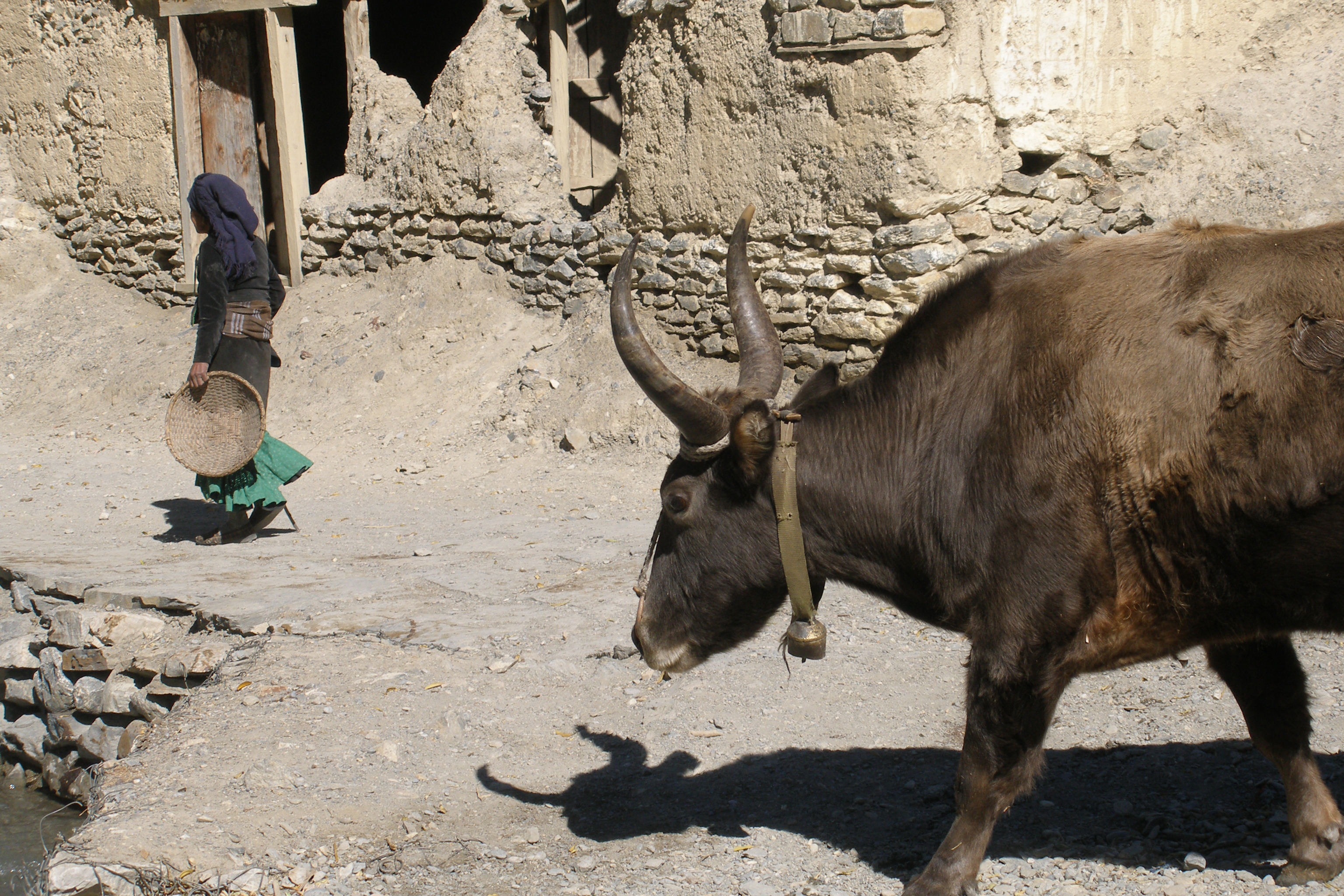
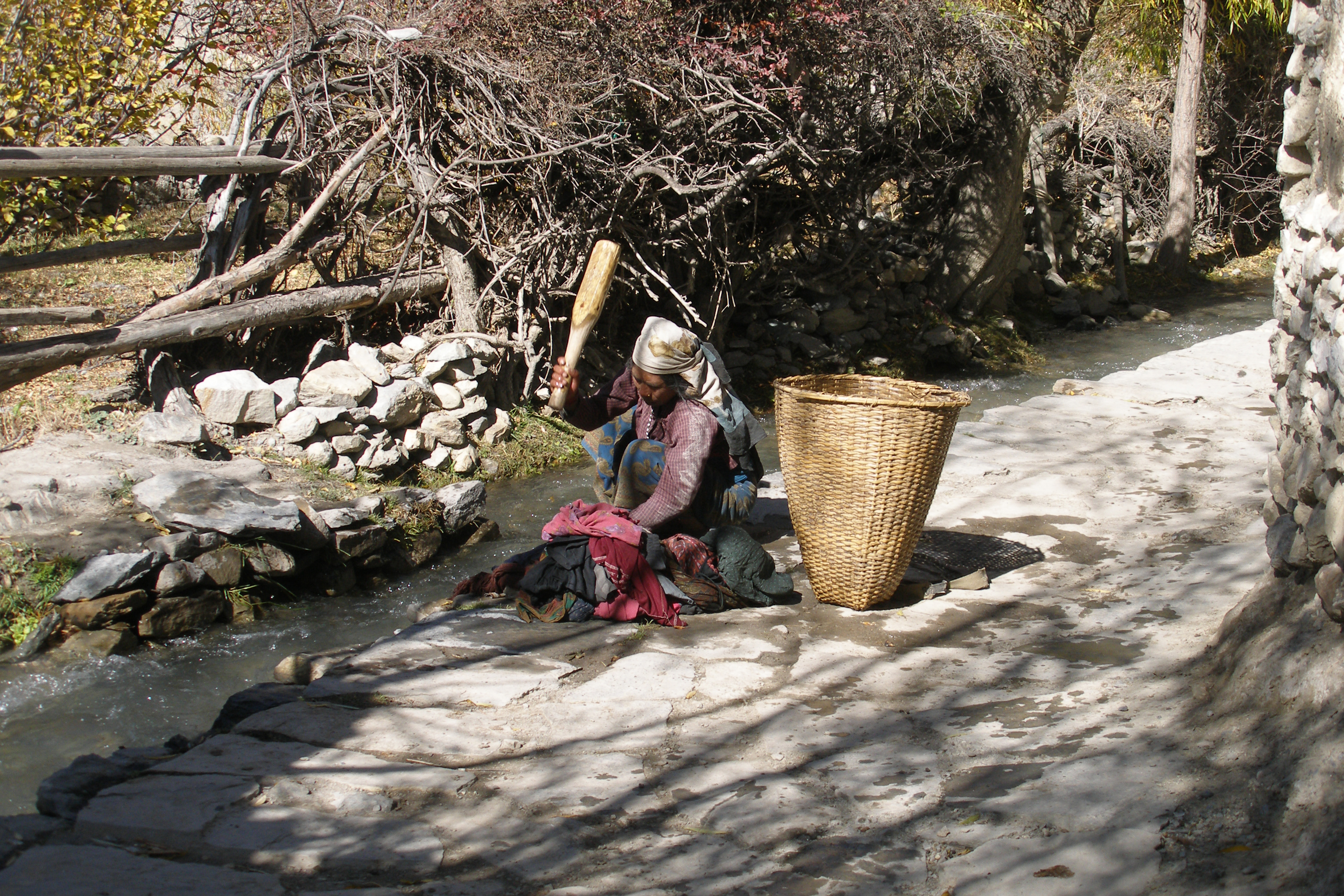
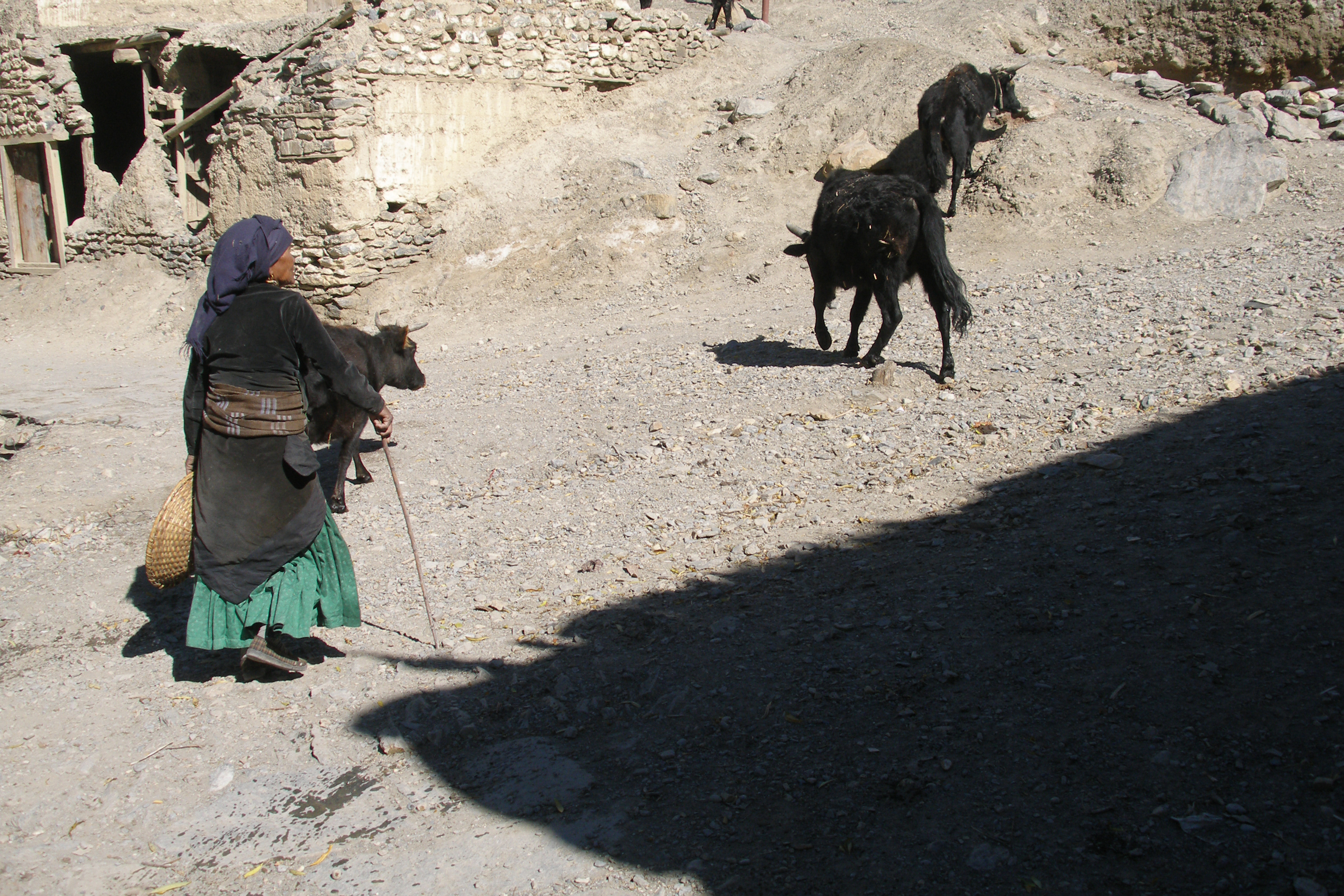
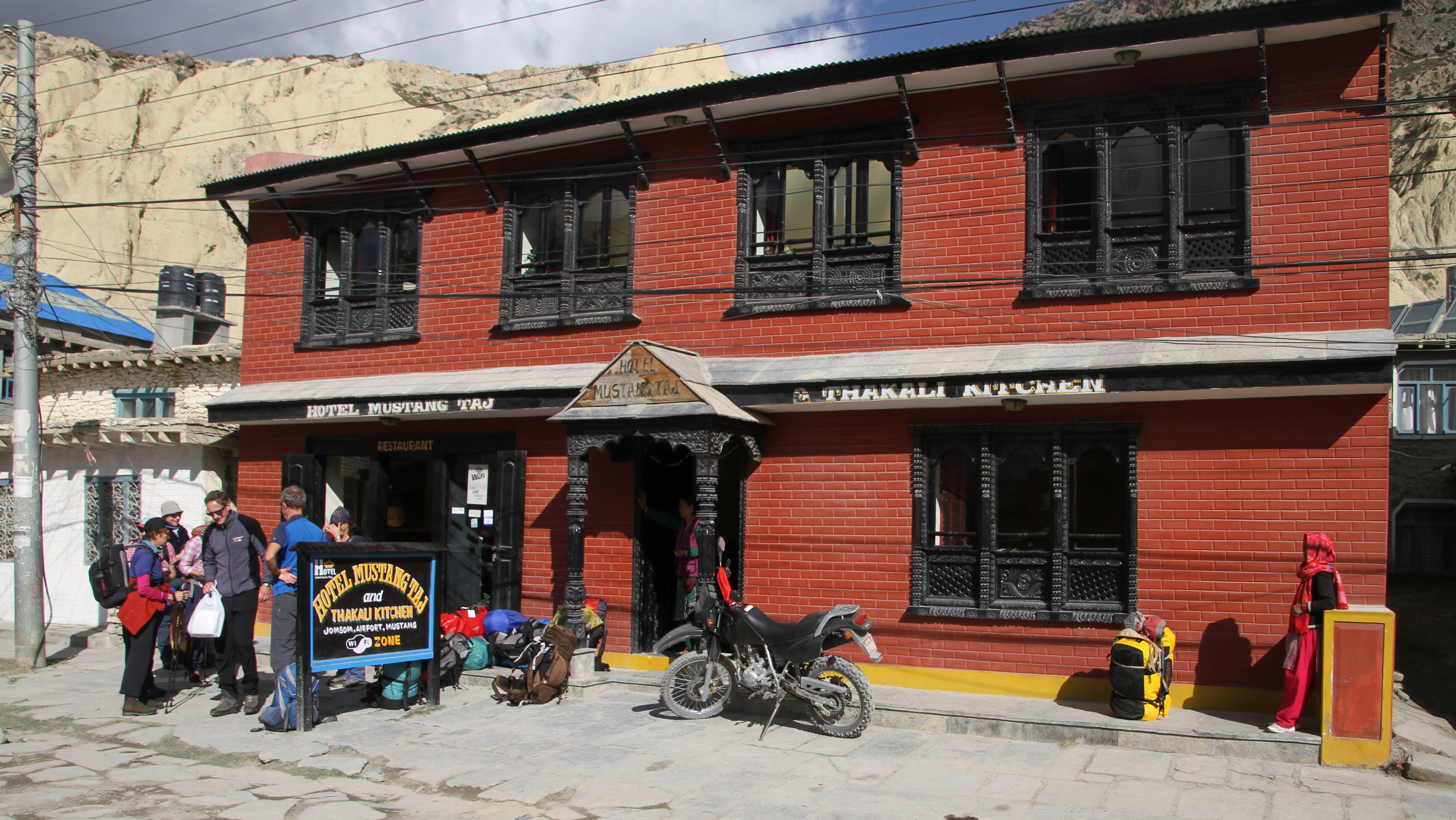
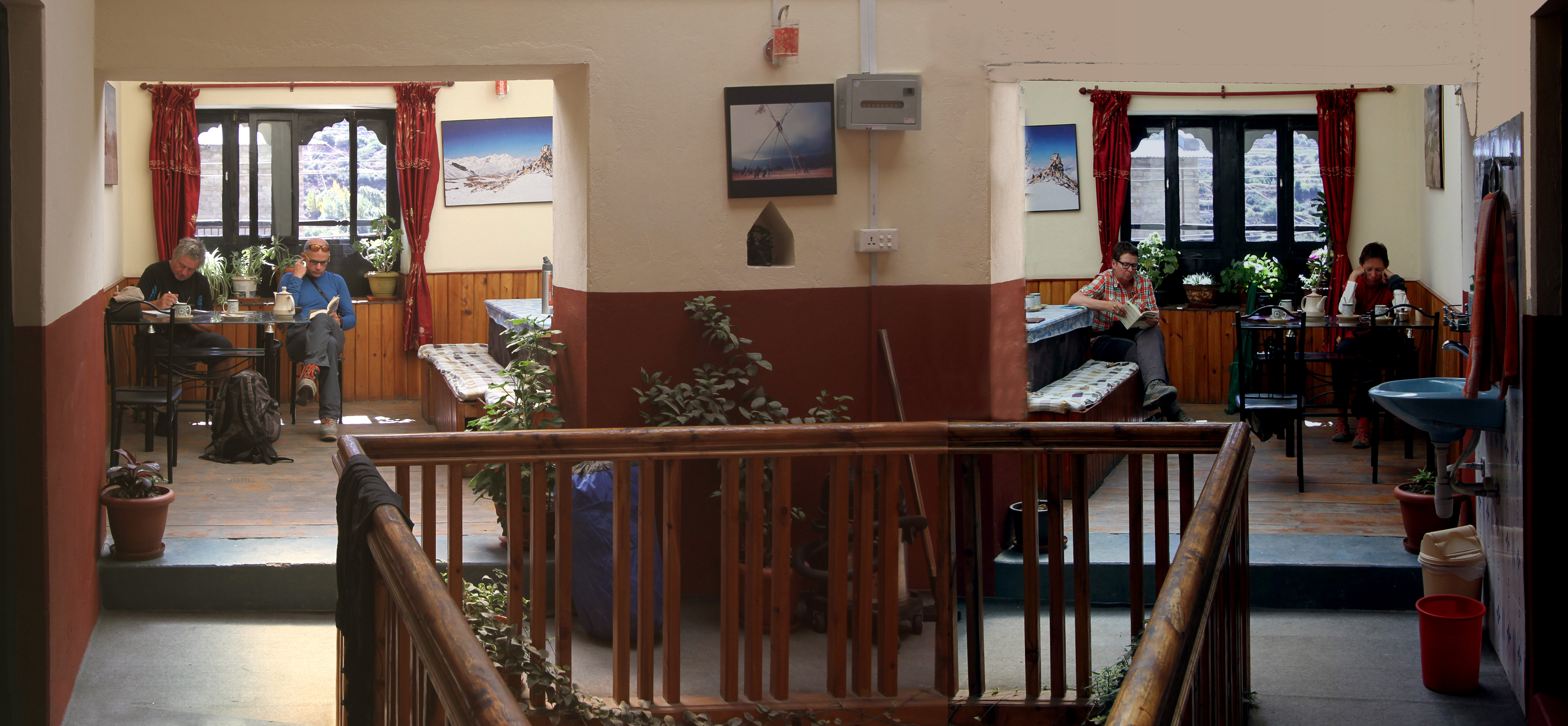
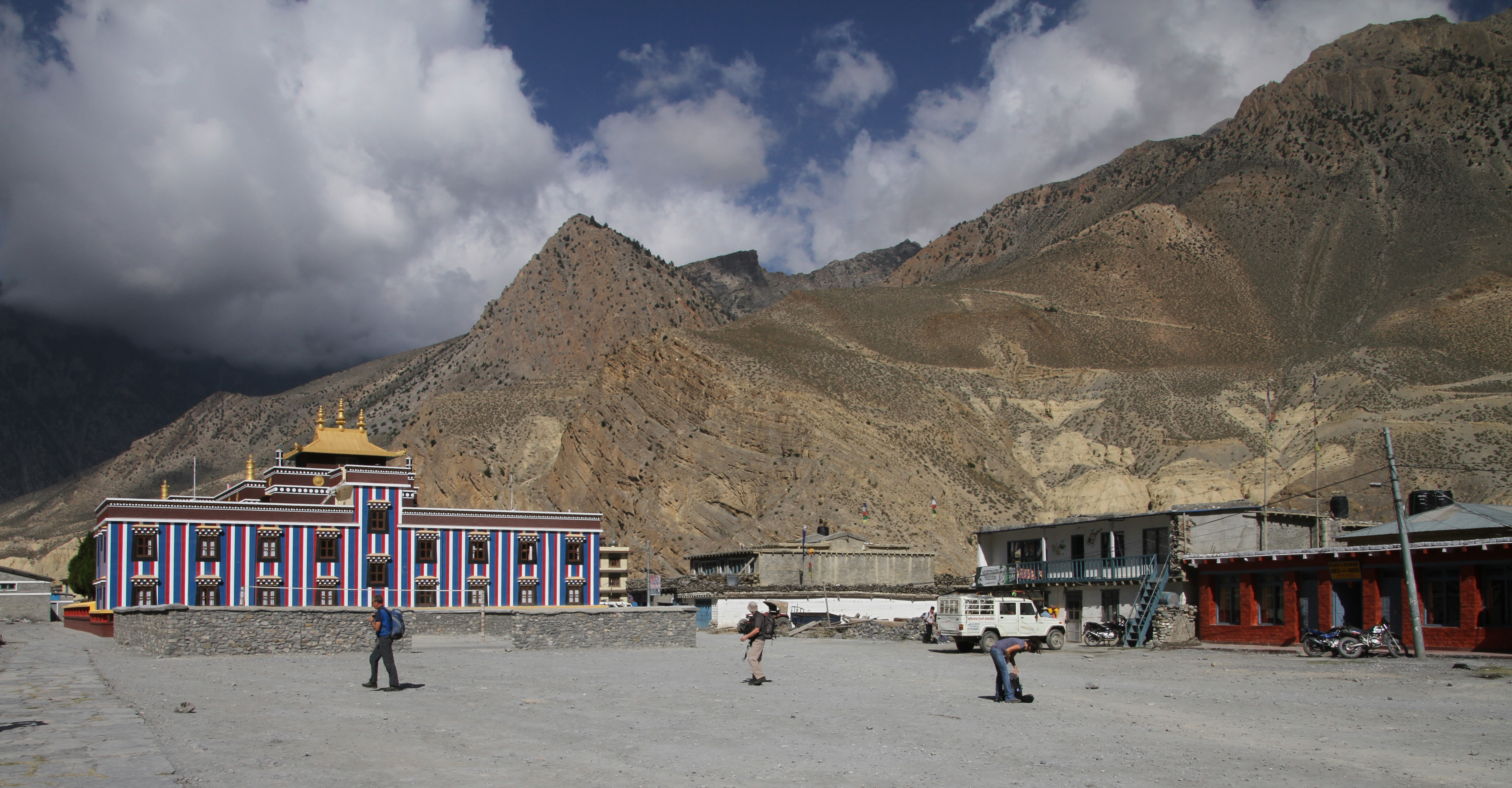
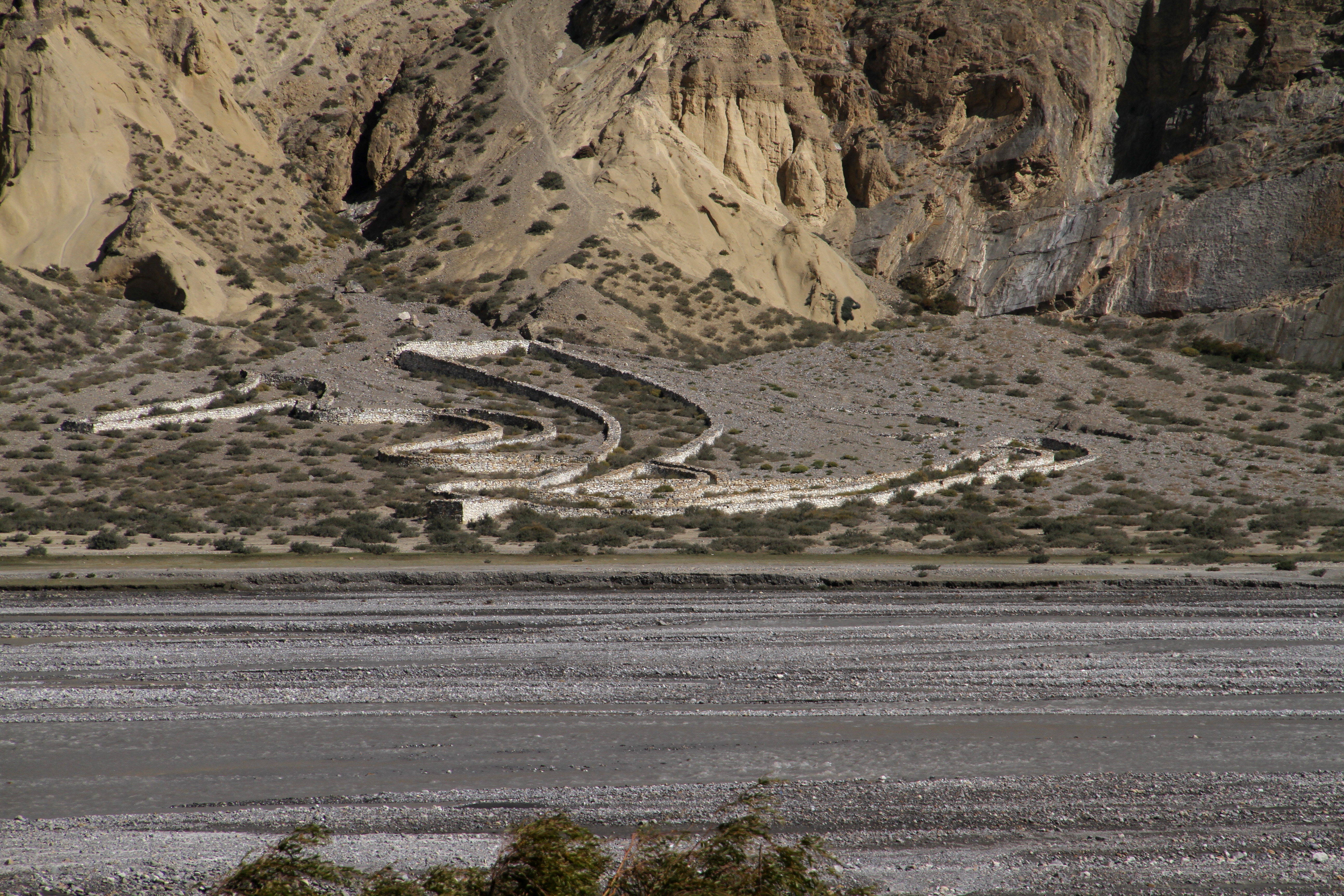

## Климат
| Показатель           | Янв. | Фев. | Март | Апр. | Май | Июнь | Июль | Авг. | Сен. | Окт. | Нояб. | Дек. | Год |
| -------------------- | ---- | ---- | ---- | ---- | --- | ---- | ---- | ---- | ---- | ---- | ----- | ---- | --- |
| Средний максимум, °C | 12   | 13   | 16   | 20   | 23  | 25   | 25   | 25   | 23   | 19   | 15    | 13   | 19  |
| Средний минимум, °C  | −3   | −1   | 5    | 4    | 7   | 12   | 14   | 14   | 11   | 5    | 1     | −2   | 5   |
| Норма осадков, мм    | 20   | 18   | 23   | 15   | 11  | 17   | 41   | 54   | 35   | 37   | 2     | 2    | 275 |
| Источник: thamel.com |      |      |      |      |     |      |      |      |      |      |       |      |     |